# 瑪格麗特·道格拉斯
瑪格麗特·道格拉斯（英語：Margaret Douglas，1515年10月7日—1578年3月7日），倫諾克斯伯爵夫人，蘇格蘭貴族安格斯伯爵阿奇博爾德·道格拉斯與英格蘭國王亨利八世姊姊瑪格麗特·都鐸的女兒。

## 家庭
1544年，瑪格麗特與第四代倫諾克斯伯爵馬修·史都華結婚，兩人共有兩個兒子：
1. 亨利·斯圖亞特（1545年—1567年）
2. 查爾斯·斯圖亞特（英语：Charles Stuart, 5th Earl of Lennox）（1557年—1576年），早逝